# Религия в Венгрии
| Вероисповедание в Венгрии (2021) | Вероисповедание в Венгрии (2021) | Вероисповедание в Венгрии (2021) | Вероисповедание в Венгрии (2021) | Вероисповедание в Венгрии (2021) |
| -------------------------------- | -------------------------------- | -------------------------------- | -------------------------------- | -------------------------------- |
| Христианство                     |                                  |                                  | 83.8 %                           |                                  |
| Иудаизм                          |                                  |                                  | 1.2 %                            |                                  |
| Ислам                            |                                  |                                  | 0.50 %                           |                                  |
| Другая религия                   |                                  |                                  | 2.4 %                            |                                  |
| Неверующие                       |                                  |                                  | 12 %                             |                                  |

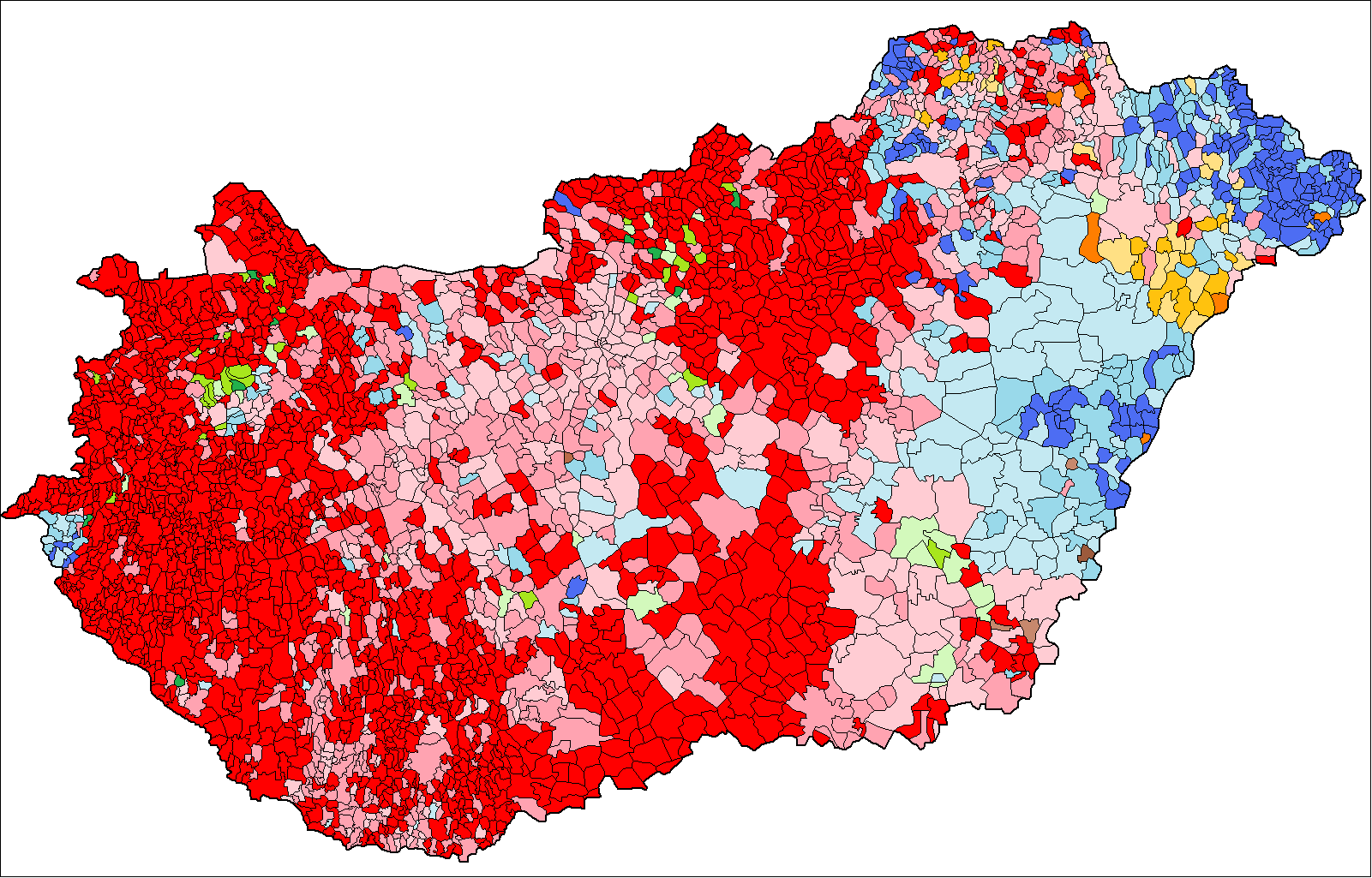
Распределение венгерского населения по религиозной принадлежности. Красным отмечены районы с преобладанием римско-католического населения, голубым — кальвинистского, оранжевым — греко-католического, зелёным — лютеранского

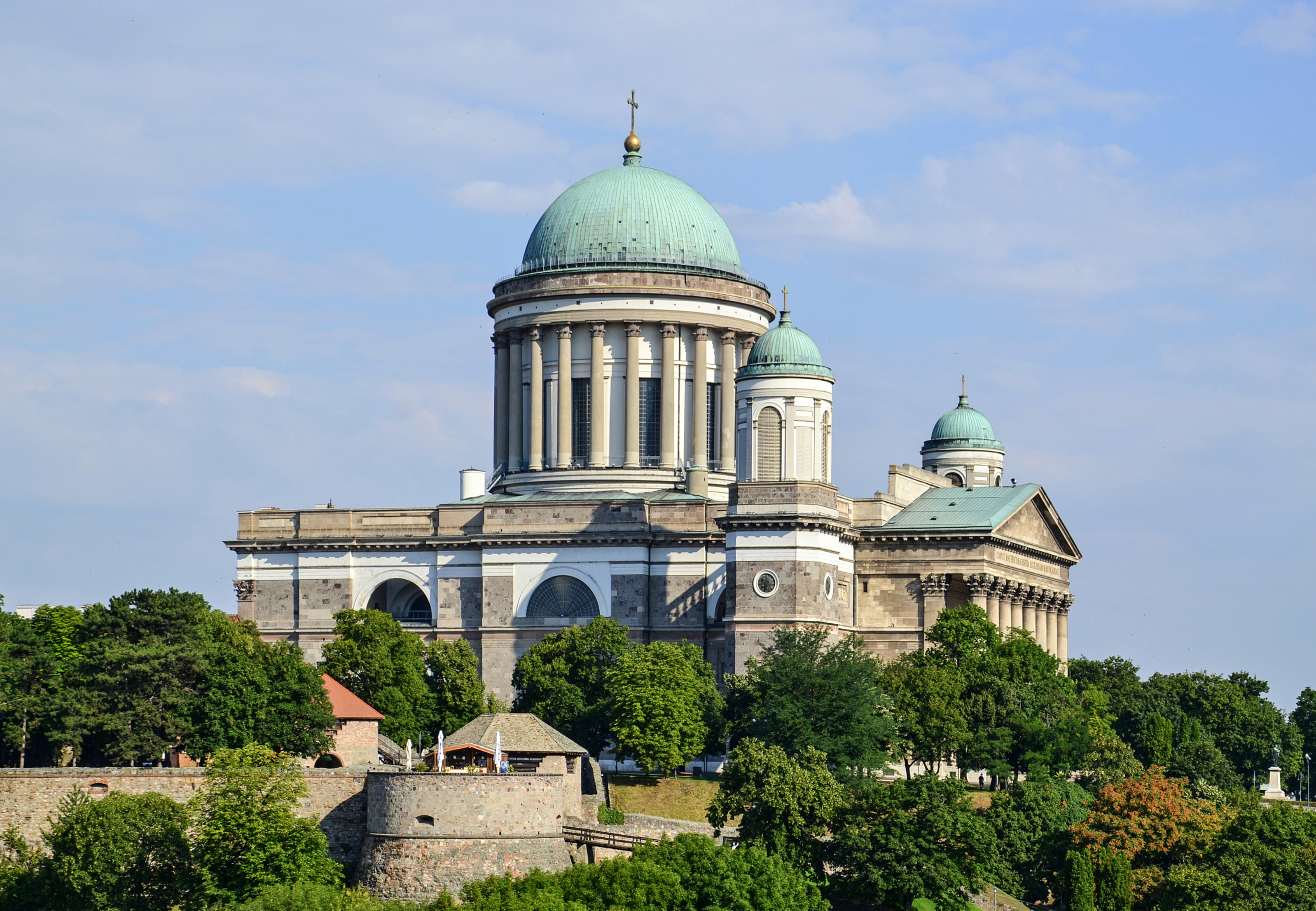
Базилика Святого Адальберта в Эстергоме — крупнейший католический храм страны

Религия в Венгрии. Наиболее распространённым религиозным направлением в Венгрии является католицизм, католиками по данным общенациональной переписи 2001 года считают себя 5 558 901 человек или 54,5 % общего населения страны. Большинство венгерского католического населения принадлежит к латинскому обряду, к грекокатоликам себя причислило 268 935 человек (2,6 % населения).
Вторая по распространённости религия — протестантизм (главным образом, кальвинизм). Протестанты насчитывают 19,5 % населения страны. Протестантизм по историческим причинам распространён на востоке страны (особенно в районе Дебрецена), где является наиболее многочисленной религией. Более 90 % венгерских протестантов — кальвинисты, есть также лютеране, баптисты и др.
Среди религиозных меньшинств — православные (главным образом, этнические сербы, румыны, украинцы и русины), иудеи, мусульмане и др. Число последователей религий, не относящихся к католичеству и протестантству не превышает в сумме 0,5 %. Число атеистов и агностиков, согласно данным переписи, 1 483 369 человек (14,5 %). Около 10 % граждан Венгрии отказалось отвечать на вопрос о религиозной принадлежности.

## История
| Деноминация         | Население | %    |
| ------------------- | --------- | ---- |
| Христианство        | 7 584 115 | 74,4 |
| Католицизм          | 5 558 901 | 54,5 |
| Латинский обряд     | 5 289 521 | 51,9 |
| Греко-католики      | 268 935   | 2,6  |
| Протестантизм       | 1 985 576 | 19,5 |
| Кальвинизм          | 1 622 796 | 15,9 |
| Лютеранство         | 304 705   | 3,0  |
| Баптизм             | 17 705    | 0,2  |
| Другие              | 40 370    | 0,4  |
| Православие         | 15 298    | 0,1  |
| Прочие христиане    | 24 340    | 0,2  |
| Иудаизм             | 12 871    | 0,1  |
| Прочие религии      | 13 567    | 0,1  |
| Всего религиозных   | 7 610 553 | 74,6 |
| Атеисты и агностики | 1 483 369 | 14,5 |
| Отказались отвечать | 1 034 767 | 10,1 |

Венгры в период своего переселения в Европу оставались язычниками. После их поселения в Придунайской низменности ряд христианских миссионеров с Запада предпринимал попытки обратить их в христианство, однако до начала XI века они были безуспешными. Первым христианским королём страны стал Иштван I, впоследствии канонизированный, как и его сын Имре. В первой половине XI века большая часть венгров приняла христианство латинского обряда, значительную роль в обращении венгров сыграл Герард Венгерский. Языческая реакция после смерти Иштвана I была вскоре подавлена. Большую роль в укреплении позиций католичества в стране сыграл король Ласло I, также впоследствии канонизированный.
Вплоть до Реформации подавляющее большинство венгров было католиками. Реформация добилась в Венгрии большого успеха, сначала лютеранство, а затем кальвинизм широко распространились среди венгров, и в середине XVI века Венгрия стала по преимуществу протестантской страной. Борьба между католиками и протестантами проходила на фоне турецкого нашествия, к началу XVII века турки захватили почти всю страну, резиденция главы католической церкви, архиепископа Эстергома, была перенесена в Трнаву, а затем в Братиславу. На территории османской Венгрии было разрушено или обращено в мечети определённое количество католических церквей, часть населения перешла в ислам. 
В северной части Венгрии (в настоящее время — территория Словакии), которая оказалась под контролем Габсбургов, развернулась контрреформация, которая проходила при лидирующей роли ордена иезуитов и оказалась эффективной. Иезуиты основали множество учебных заведений, включая старейший в Венгрии университет, активно продвигали католическое благочестие в народе. После освобождения от турок Венгрия вновь стала преимущественно католической страной, за исключением восточных регионов, в особенности Дебрецена, где остались многочисленные протестантские общины.
До Второй мировой войны Римско-католическая церковь и государство в Венгрии были тесно связаны друг с другом; в то же время существовала свобода вероисповедания. После 1947 отношения между церковью и Венгерским государством приобрели враждебный характер. Хотя конституция 1949 номинально гарантировала религиозную свободу, коммунистический режим конфисковал церковную собственность, преследовал духовенство, упразднил религиозные ордена, национализировал приходские школы. Кардинал Йожеф Миндсенти был заключен в 1949 в тюрьму за противодействие этим мерам. В конце концов различные церкви и государство Венгрии достигли соглашения, по которому они признавали контроль над ними со стороны режима. Взамен государство разрешало церквям вести религиозные службы и оплачивать содержание священников. Государственное управление по религиозным делам могло отменять назначения церковных должностных лиц и священников. В 1964 правительство заключило соглашение с Ватиканом, нацеленное на нормализацию отношений между венгерской католической церковью и государством. Дипломатические отношения с Ватиканом были восстановлены в 1978. В 1990-е годы церкви вновь открыли свои школы и другие учреждения, которые были закрыты во время коммунистической диктатуры.

## Правовой статус религиозных конфессий
В 2011 году новая Конституция Венгрии хотя и сохранила светский характер государства, но в ней сказано о «нации, основанной на этническом происхождении, возрождении христианских ценностей в Венгерском государстве и обществе и сотрудничестве между Церковью и Государством». В 2011 - 2012 годах принято новое законодательство о религиозных объединениях, которое признало только 14 религиозных организаций из 358 существовавших в Венгрии. Для регистрации религиозная организация должна доказать, что существует в Венгрии в организованной форме не менее 20 лет и насчитывает не менее 1 тыс. верующих. Особый статус получили пять исторических вероисповеданий - католическая церковь, православие, иудаизм, протестантизм и Церковь веры. Лишь им закон дал право на государственную поддержку. Граждане Венгрии платят с 1998 года добровольный взнос в размере 1 % с подоходного налога, государство оплачивает преподавание религии в школах и расходы духовенства (с 2002 года) в малых населенных пунктах (с населением до 5 тыс. человек), с 2003 года власти также доплачивают религиозным организациям 0,8 % от собираемых налогов с граждан. Кроме того, есть 1 % добровольный налог на содержание институтов культуры и общественных организаций. Из бюджета иногда доплачивают на ремонт архитектурных памятников, занятых религиозными организациями. 

## Католицизм
Католическая церковь в стране включает в себя 4 архиепархии-митрополии и 9 епархий (одна из них византийского обряда). Примас Венгрии возглавляет архиепархию-митрополию Эстергом-Будапешт. В настоящее время титул примаса Венгрии принадлежит кардиналу Петеру Эрдё. В Венгрии организован военный ординариат, предназначенный для окормления военнослужащих-католиков (14 священников). Аббатство Паннонхальма имеет статус независимого территориального аббатства. Венгерская грекокатолическая церковь состоит из двух независимых структур — епархии Хайдудорога, которая суффраганна по отношению к митрополии Эстергом-Будапешт и самостоятельного апостольского экзархата Мишкольц. В стране существует также небольшая община армян-католиков.
Духовными центрами страны считаются Эстергом, где находится крупнейшая церковь страны — базилика Святого Адальберта, и аббатство Паннонхальма.

## Протестантизм

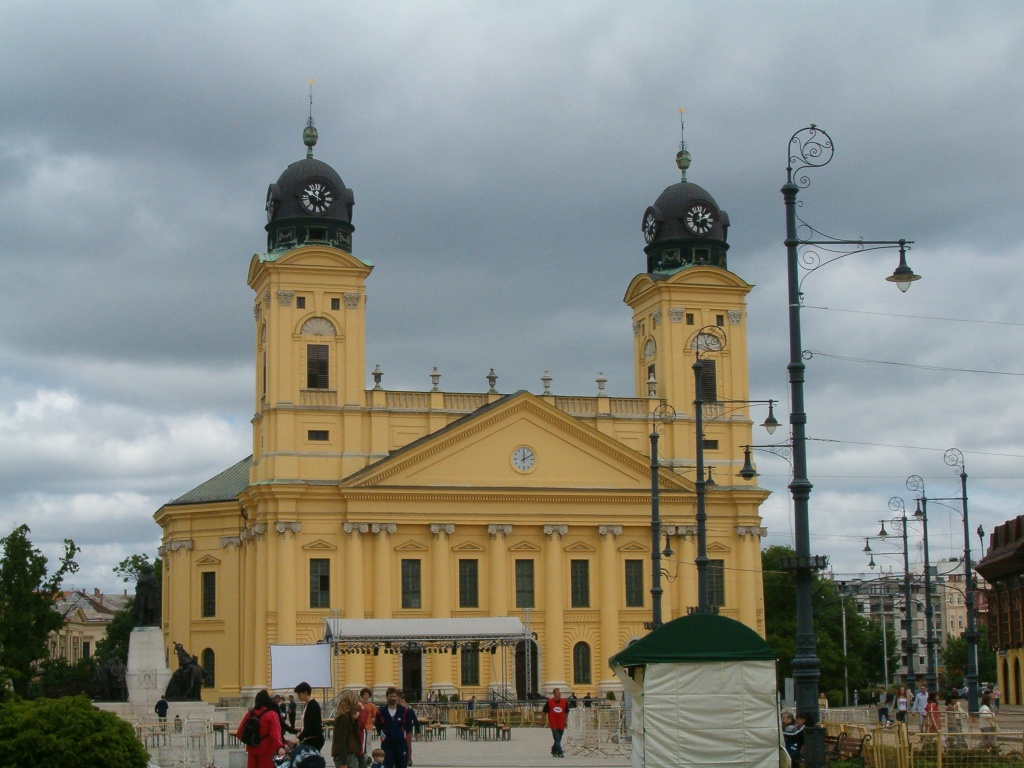
Кальвинистский собор в Дебрецене — крупнейший протестантский храм страны

### Кальвинисты
Согласно переписи населения в Венгрии проживает 1 млн. 622 тыс. кальвинистов (2001). Большинство из них являются прихожанами Венгерской реформатской церкви (венг. Magyarországi Református Egyház). Церковь насчитывает более 1200 приходов, объединённых в 27 диоцезов (епархий).
Епархии объединены в 4 церковных округа:
- Тисантули (левый берег Тисы) (венг. Tiszántúli Református Egyházkerület), включающий приходы в медье Бекеш, Чонград-Чанад, Хайду-Бихар, Сабольч-Сатмар-Берег, Яс-Надькун-Сольнок[5].
- Тисаниннени (правый берег Тисы) (венг. Tiszáninneni Református Egyházkerület),
- Дунамельлеки (берега Дуная) (венг. Dunamelléki Református Egyházkerület),
- Дунантули (задунайский округ) (венг. Dunántúli Református Egyházkerület).

## Православие
Число православных верующих в Венгрии по данным на 2001 год составляло около 15 000 человек. Православие исповедуют в основном представители национальных меньшинств, главным образом сербы, а также румыны, украинцы, русские и пр. Территория Венгрии находится под юрисдикцией Сербской православной церкви, которая имеет Будимскую епархию с центром в городе Сентендре. Также в Венгрии существуют приходы Константинопольского патриархата, объединённые в Венгерский экзархат, Русской православной церкви, объединённые в Будапештскую и Венгерскую епархию, а также Венгерская епархия Румынской православной церкви.